# Plain Jane
Plain Jane es una serie de televisión originalmente de The CW y posteriormente de la cadena MTV, en la cual Louise Roe tiene que convertir a chicas comunes y corrientes en bellas mujeres para poder conquistar a sus chicos soñados.
El nombre del programa tiene su origen en la expresión inglesa Plain Jane, que se utiliza para designar a la mujer con una apariencia física muy normal y poco distintiva.